# Le Moniteur universel
Le Moniteur universel è stato un quotidiano francese; fu fondato a Parigi nel 1789 da Charles-Joseph Panckoucke e chiuse i battenti il 30 giugno 1901.
Era un giornale di propaganda che fu a lungo l'organo ufficiale del governo francese, inizialmente si chiamava Gazette nationale, Le Moniteur era invece il sottotitolo che poi prese il posto del titolo vero e proprio nel 1811.
Il quotidiano era nato per contenere i dibattiti, gli avvenimenti di politica interna ed estera, i decreti e tutti gli atti dell'Assemblea Nazionale Costituente. Fin dal primo numero del 24 novembre 1789, i dibattiti dell'assemblea, come tutti gli altri atti ufficiali, dovevano essere inseriti esattamente come venivano formulati e senza commenti, in questo modo il giornale rimase piuttosto neutrale in quanto riusciva a dare voce a tutte le parti politiche dell'Assemblea.
Le Moniteur divenne l'organo ufficiale del governo francese solo a partire dal gennaio 1799 e continuò ad esserlo per settanta anni, tranne che nel periodo della Restaurazione, durante il quale gli atti pubblici furono pubblicati nella Gazette officielle. Nel 1848 venne rinominato Journal officiel de la République française (in italiano, Giornale ufficiale della Repubblica francese), poi Journal officiel de l'Empire français nel 1852. Perse completamente il legame con il governo il 1º gennaio 1869 dopo un conflitto tra Napoleone III e la direzione del giornale.
Queste vicende fecero abbastanza discutere, soprattutto perché il nuovo organo ufficiale intendeva usare lo stesso nome di Le Moniteur, ma dopo una causa giudiziaria i proprietari del giornale riuscirono a mantenere la testata. Il Moniteur continuò ad esistere come giornale indipendente.
Verso gli ultimi anni di pubblicazione venne allegato al giornale il Petit Moniteur Universel, un quotidiano economico.